# 霍夫雷·格隆
霍夫雷·戴维·格隆·门德斯（Joffre David Guerrón Méndez，1985年4月28日—），昵称Dinamita（炸药），厄瓜多尔足球运动员，司职右边锋，现效力于墨西哥足球甲级联赛球队老虎队。

## 俱乐部生涯

### 早期
格隆16岁即代表奥卡斯在厄瓜多尔足球甲级联赛亮相。他在2004年转会加盟阿根廷豪门博卡青年，但仅跟随青年队在低级别联赛比赛，没有获得为成年队出场的机会。2006年，格隆回到厄瓜多尔，接受奥卡斯的死敌基多大学主教练胡安·卡洛斯·奥布里塔斯的邀请转投该队。

### 基多大学
2007赛季，阿根廷教练埃德加多·巴乌萨成为基多体育的主教练，在他的麾下，格隆开始成为基多大学的绝对主力，并帮助球队获得在2007赛季夺得俱乐部历史上第9个厄瓜多尔甲级联赛冠军。他在2008年南美解放者杯表现抢眼，帮助球队挺进最后决赛。他在决赛第一回合射进一球，帮助基多体育主场4比2击败巴西球队弗鲁米嫩塞。第二回合虽然基多体育客场120分钟1比3落败，但在点球决战中v射进基多体育的制胜一球，帮助基多大学成为历史上首支捧得南美解放者杯的厄瓜多尔球队。格隆也被选为本届赛事的最佳球员。

### 赫塔菲
格隆在南美解放者杯的精彩表现受到欧洲球队的注意。2008年6月6日，他以400万欧元的身价转会加盟西班牙足球甲级联赛球队赫塔费。8月31日，他在赫塔费客场挑战升班马希洪竞技的比赛中首发出场，第一次在西甲联赛亮相。在这场比赛中，希洪竞技的一些球迷学猴子的叫声侮辱格隆。格隆的瑞士队友法比奥·塞莱斯蒂尼在随后召开的新闻发布会中对希洪竞技的种族主义行为进行谴责，并赞扬了格隆在比赛过程中的专注。 希洪竞技最终因为这个事件而被罚款。

### 克鲁塞罗
在赫塔费度过一个不算成功的赛季后，2009年7月，格隆以100万欧元的价格租借到巴西足球甲级联赛球队克鲁塞罗一年，租借期满后，克鲁塞罗有300万欧元买断的权利。但一年后，克鲁塞罗决定不留用格隆。

### 巴拉纳竞技
2010年7月，格隆加盟巴甲球队巴拉纳竞技，转会金额为90万欧元。他成为巴拉纳竞技的核心和最佳射手，但没有帮助巴拉纳竞技在2011赛季保级成功。巴拉纳竞技降级后，格隆宣布计划离开球队，一些巴甲球队对他表现出浓厚的兴趣，但最终都未能成行，格隆也因此和俱乐部产生矛盾。

### 北京国安
2012年7月3日，格隆加盟中超球队北京国安，同年7月7日在对阵广州富力的中超比赛中首次代表国安队出场。

## 国家比赛生涯
2007年，格隆首次代表厄瓜多尔国家队在国际A级比赛亮相。

## 个人
霍夫雷·格隆的哥哥劳尔·格隆也是一名足球运动员，曾经代表厄瓜多尔国家队参加2002年世界杯足球赛。

## 荣誉
基多大学
- 厄瓜多尔足球甲级联赛冠军：2007
- 南美解放者杯冠军：2008